# Jill Pipher
Jill Catherine Pipher (Harrisburg, 14 de dezembro de 1955) é uma matemática estaduniense, eleita presidente da American Mathematical Society para o período 2018-2019. Foi presidente da Association for Women in Mathematics (AWM, 2011–2013), a primeira diretora do Institute for Computational and Experimental Research in Mathematics (ICERM, 2011–2016), um Instituto de matemática mantido pela Fundação Nacional da Ciência, sediado em Providence, Rhode Island.
É atualmente Elisha Benjamin Andrews Professor of Mathematics da Universidade Brown. Obteve um B.A. na Universidade da Califórnia em Los Angeles (UCLA) em 1979, e um Ph.D. na UCLA em 1985, orientada por John Garnett. Lecionou na Universidade de Chicago (1985–1990) antes de obter um cargo na Universidade Brown em 1990, onde foi catedrática do Departamento de Matemática de 2005 a 2008.
Em 2012 foi eleita fellow da American Mathematical Society. A Association for Women in Mathematics a nomeou para a Noether Lecture de 2018.